# The Days / Nights EP
O The Days / Nights EP é um extended play com duas faixas do produtor musical e DJ sueco Avicii. Foi lançado em 1º de dezembro de 2014 pela PRMD e resultou no lançamento de dois singles principais: "The Days" e "The Nights"
Uma edição em vinil do EP foi lançada na Record Store Day em 2015, limitada a 1.300 cópias. Esta edição inclui todas as versões estendidas do The Days / Nights EP: Remixes, disponíveis no Beatport.

## Lista de faixas
| Faixas na Apple Music e Amazon Music |                                  |         |  |
| N.º                                  | Título                           | Duração |  |
| 1.                                   | "The Days"                       | 4:38    |  |
| 2.                                   | "The Nights"                     | 2:56    |  |
| 3.                                   | "The Days (Henrik B Remix)"      | 3:57    |  |
| 4.                                   | "The Nights (Felix Jaehn Remix)" | 3:20    |  |
| Duração total:                       | Duração total:                   | 14:51   |  |

| Versão extendidas do Beatport |                                      |         |  |
| N.º                           | Título                               | Duração |  |
| 1.                            | "The Days (Extended Mix)"            | 5:51    |  |
| 2.                            | "The Nights (Extended Mix)"          | 6:34    |  |
| 3.                            | "The Days (Henrik B Remix Extended)" | 4:42    |  |
| 4.                            | "The Nights (Felix Jaehn Remix)"     | 5:19    |  |
| Duração total:                | Duração total:                       | 22:26   |  |

| Versão vinil da Record Store Day 2015 |                                  |         |  |
| N.º                                   | Título                           | Duração |  |
| 1.                                    | "The Days (Extended)"            | 5:51    |  |
| 2.                                    | "The Days" (Henrik B Remix)"     | 4:42    |  |
| 3.                                    | "The Days (Grant Nelson Remix)"  | 5:48    |  |
| 4.                                    | "The Nights (Extended)"          | 6:34    |  |
| 5.                                    | "The Nights (Avicii By Avicii)"  | 5:05    |  |
| 6.                                    | "The Nights (Felix Jaehn Remix)" | 5:19    |  |
| 7.                                    | "The Nights (Mike Mago Remix)"   | 4:42    |  |
| Duração total:                        | Duração total:                   | 38:01   |  |